# Medaglie dei Campionati mondiali di ginnastica artistica - Volteggio femminile
La finale al volteggio si è svolta ad ogni campionato dal 1950 quando, durante la dodicesima edizione, sono state aggiunte le finali di specialità.
Possono essere vinte tre medaglie: oro, argento e bronzo. Se avviene un pareggio, entrambe le ginnaste possono essere premiate, ma le posizioni successive (argento se c'è un pareggio al primo posto, bronzo se c'è un pareggio al secondo posto) viene lasciato vuoto. Se tre ginnaste vengono premiate con l'oro, le altre due medaglie non vengono assegnate.
Atleta più medagliata: Cheng Fei (  Cina )   

## Vincitrici
| Edizione | Sede         | Oro | Argento                                       | Bronzo                           |
| -------- | ------------ | --- | --------------------------------------------- | -------------------------------- |
| 1950     | Basilea      | Helena Rakoczy | Gertrude Kolar                                | Alexandra Lemoine                |
| 1954     | Roma         | Ann-Sofi Pettersson [[File: Flag of the Soviet Union (1936 – 1955).svg\|class=noviewer\| Unione Sovietica (bandiera)\|border\|20x16px]] Tamara Manina | —                                             | Evy Berggren                     |
| 1958     | Mosca        | Larisa Latynina | Sof'ja Muratova Lidija Kalinina Tamara Manina | —                                |
| 1962     | Praga        | Věra Čáslavská | Larisa Latynina                               | Tamara Manina                    |
| 1966     | Dortmund     | Věra Čáslavská | Erika Zuchold                                 | Natal'ja Kučinskaja              |
| 1970     | Lubiana      | Erika Zuchold | Karin Janz                                    | Ljudmila Turiščeva Ljubov' Burda |
| 1974     | Varna        | Ol'ga Korbut | Ljudmila Turiščeva                            | Božena Perdykulová               |
| 1978     | Strasburgo   | Nelli Kim | Nadia Comăneci                                | Steffi Kräker                    |
| 1979     | Fort Worth   | Dumitriţa Turner | Stella Zacharova                              | Nelli Kim Steffi Kräker          |
| 1981     | Mosca        | Maxi Gnauck | Stella Zacharova                              | Steffi Kräker                    |
| 1983     | Budapest     | Borjana Stojanova | Lavinia Agache Ecaterina Szabó                | —                                |
| 1985     | Montréal     | Elena Šušunova | Ecaterina Szabó                               | Dagmar Kersten                   |
| 1987     | Rotterdam    | Elena Šušunova | Eugenia Golea                                 | Aurelia Dobre                    |
| 1989     | Stoccarda    | Olesja Dudnyk | Cristina Bontaș Brandy Johnson                | —                                |
| 1991     | Indianapolis | Lavinia Miloșovici | Henrietta Ónodi Oksana Čusovitina             | —                                |
| 1992     | Parigi       | Henrietta Ónodi | S'vjatlana Bahinskaja                         | Oksana Čusovitina                |
| 1993     | Birmingham   | Elena Piskun | Lavinia Miloșovici                            | Oksana Čusovitina                |
| 1994     | Brisbane     | Gina Gogean | Svetlana Chorkina                             | Lavinia Miloșovici               |
| 1995     | Sabae        | Lilija Podkopajeva Simona Amânar | —                                             | Gina Gogean                      |
| 1996     | San Juan     | Gina Gogean | Simona Amânar                                 | Annia Portuondo                  |
| 1997     | Losanna      | Simona Amânar | Zhou Duan                                     | Gina Gogean                      |
| 1999     | Tientsin     | Elena Zamolodčikova | Simona Amânar                                 | Maria Olaru                      |
| 2001     | Gand         | Svetlana Chorkina | Oksana Čusovitina                             | Andreea Răducan                  |
| 2002     | Debrecen     | Elena Zamolodčikova | Natal'ja Ziganšina                            | Oksana Čusovitina                |
| 2003     | Anaheim      | Oksana Čusovitina | Kang Yun-mi Elena Zamolodčikova               | —                                |
| 2005     | Melbourne    | Cheng Fei | Oksana Čusovitina                             | Alicia Sacramone                 |
| 2006     | Aarhus       | Cheng Fei | Alicia Sacramone                              | Oksana Čusovitina                |
| 2007     | Stoccarda    | Cheng Fei | Hong Su-jong                                  | Alicia Sacramone                 |
| 2009     | Londra       | Kayla Williams | Ariella Käslin                                | Youna Dufournet                  |
| 2010     | Rotterdam    | Alicia Sacramone | Alija Mustafina                               | Jade Fernandes-Barbosa           |
| 2011     | Tokyo        | McKayla Maroney | Oksana Čusovitina                             | Phan Thị Hà Thanh                |
| 2013     | Anversa      | McKayla Maroney | Simone Biles                                  | Hong Un-jong                     |
| 2014     | Nanning      | Hong Un-jong | Simone Biles                                  | Mykayla Skinner                  |
| 2015     | Glasgow      | Marija Paseka | Hong Un-jong                                  | Simone Biles                     |
| 2017     | Montreal     | Marija Paseka | Jade Carey                                    | Giulia Steingruber               |
| 2018     | Doha         | Simone Biles | Shallon Olsen                                 | Alexa Moreno                     |
| 2019     | Stoccarda    | Simone Biles | Jade Carey                                    | Elissa Downie                    |
| 2021     | Kitakyushu   | Rebeca Andrade | Asia D'Amato                                  | Angelina Mel'nikova              |
| 2022     | Liverpool    | Jade Carey | Jordan Chiles                                 | Coline Devillard                 |
| 2023     | Anversa      | Rebeca Andrade | Simone Biles                                  | Yeo Seo-jeong                    |

## Medagliere
Aggiornato ai Campionati Mondiali 2023.
| Posiz. | Nazione                                                            | Oro | Argento | Bronzo | Totale |
| ------ | ------------------------------------------------------------------ | --- | ------- | ------ | ------ |
| 1      | Russia ( Unione Sovietica Comunità degli Stati Indipendenti e RGF) | 12  | 13      | 7      | 32     |
| 2      | Stati Uniti                                                        | 7   | 8       | 4      | 19     |
| 3      | Romania                                                            | 6   | 9       | 6      | 21     |
| 4      | Cina                                                               | 3   | 1       | —      | 4      |
| 5      | Germania ( Germania Ovest e Germania Est)                          | 2   | 3       | 5      | 10     |
| 6      | Cecoslovacchia                                                     | 2   | —       | 1      | 3      |
| 6      | Brasile                                                            | 2   | —       | 1      | 3      |
| 8      | Corea del Nord                                                     | 1   | 3       | 1      | 5      |
| 9      | Uzbekistan                                                         | 1   | 2       | 2      | 5      |
| 10     | Ungheria                                                           | 1   | 1       | —      | 2      |
| 11     | Svezia                                                             | 1   | —       | 1      | 2      |
| 12     | Bulgaria                                                           | 1   | —       | —      | 1      |
| 12     | Bielorussia                                                        | 1   | —       | —      | 1      |
| 12     | Ucraina                                                            | 1   | —       | —      | 1      |
| 12     | Polonia                                                            | 1   | —       | —      | 1      |
| 16     | Svizzera                                                           | —   | 1       | 1      | 2      |
| 17     | Austria                                                            | —   | 1       | -      | 1      |
| 17     | Italia                                                             | —   | 1       | -      | 1      |
| 19     | Francia                                                            | —   | —       | 3      | 3      |
| 20     | Cuba                                                               | —   | —       | 1      | 1      |
| 20     | Messico                                                            | —   | —       | 1      | 1      |
| 20     | Gran Bretagna                                                      | —   | —       | 1      | 1      |
| 20     | Vietnam                                                            | —   | —       | 1      | 1      |
| TOTALE | TOTALE                                                             | 36  | 38      | 31     | 105    |

## Collegamenti
- Federazione Internazionale Ginnastica, su fig-gymnastics.com.